# Ceratiomyxa morchella
Ceratiomyxa morchella is een slijmzwam uit de familie Ceratiomyxidae. 

## Kenmerken
Ceratiomyxa morchella heeft witte tot melkachtig sporoforen. Hij is enkele millimeters hoog. De sporen zijn ovaal tot elliptisch, hyaliene, glad en meten bij ovale vormen 5,1-9,2 µm in diameter of bij elliptische vormen 5,0-6,0 x 9,0-10,0 µm. Het is gehecht aan een vingerachtige steel die gelijkmatig van lengte is langs het sporofoor. Aan de basis van de vruchtlichamen kan zich een dunne, hyaliene basis (hypothallus) bevinden. Het plasmodium is wit.

## Verspreiding

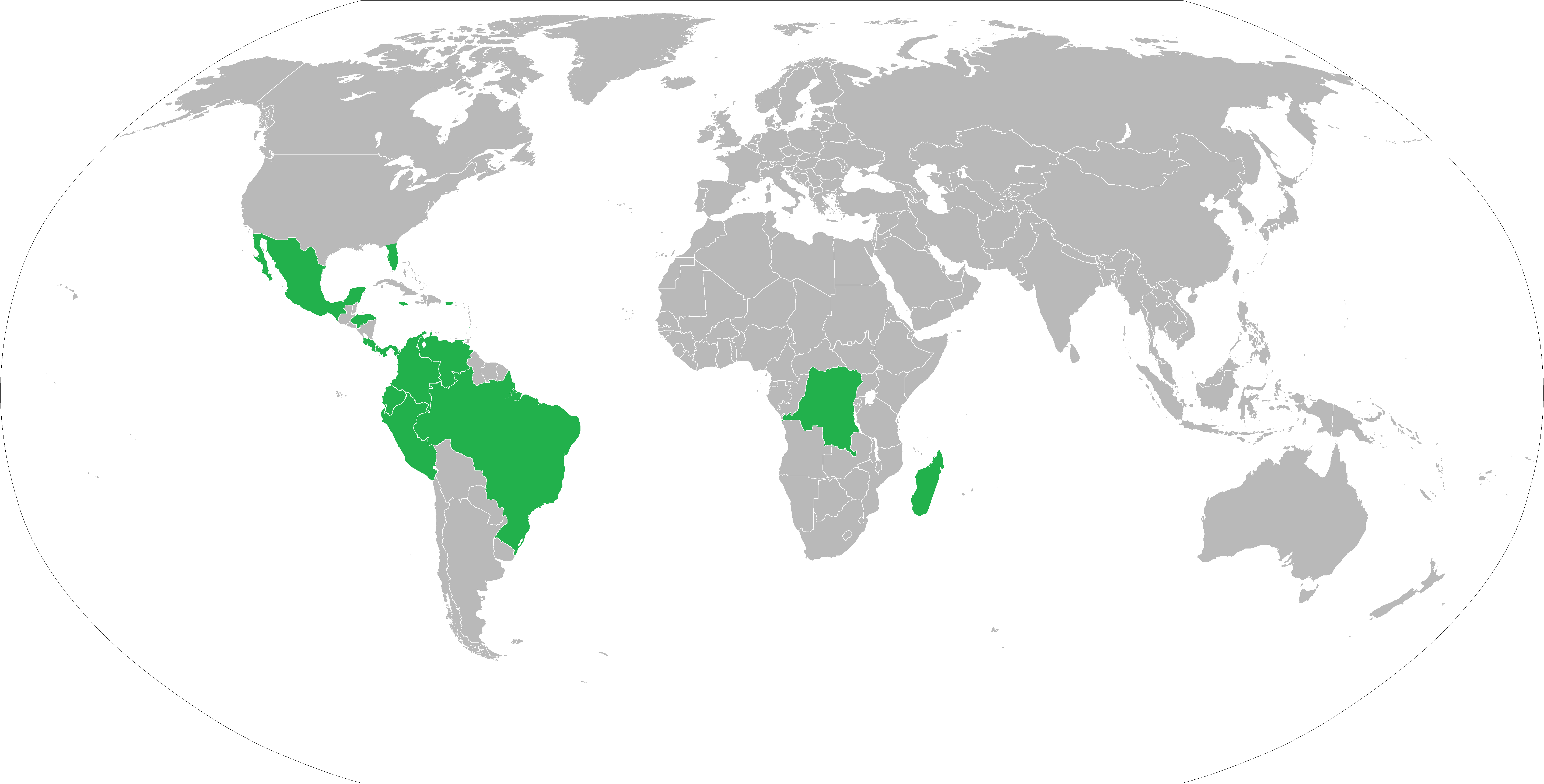
Verspreidingsgebied

Ceratiomyxa morchella komt overwegend in tropische of subtropische gebieden voor. Het voorkomen is bekend uit Zuid-Amerika (Brazilië, Costa Rica, Ecuador, Honduras, Peru, Saint Vincent and the Grenadines, Venezuela), Midden-Amerika (Jamaica, Mexico, Panama, Puerto Rico), Noord-Amerika (Florida) en Afrika (Madagascar, Congo).